# لهجه کاشانی
لهجه کاشانی یا لهجه کاشی یا کاشونی یکی از لهجه‌های زبان فارسی است که در شهر کاشان و برخی روستاهای اطراف رواج دارد. این لهجه با گویش‌های بسیاری از روستاهای اطراف که از زبان‌های ایرانی مرکزی هستند متفاوت است. این لهجه با وجود تاثیرپذیری از فارسی معیار بسیاری از ویژگی‌های آوایی خود را حفظ کرده است.

## برخی کلمات کاشانی
| فارسی                                              | کاشانی       | نحوهٔ تلفظ        |
| -------------------------------------------------- | ------------ | ---------------- |
| مارمولک                                            | قَلمِجِه        | Ghalmeje         |
| دیگر، بعداً                                         | دِگِ           | Dege             |
| گنجشک                                              | پِرِسکه        | pereske          |
| قند                                                | قَ            | Gha              |
| این، آن قسمت                                       | ای گُلِه       | Ee goleh         |
| پسندیده، زیبا                                      | مَقبول        | Maghboul         |
| گرفتن، خریدن                                       | اسِدَن         | Essedan          |
| بند لباس                                           | رِجِه          | Reje             |
| قسمتی از چیزی، نیمه                                | آله          | Aleh             |
| آرام، آهسته                                        | یاواش        | Yavash           |
| رخت خواب بچه                                       | نالی         | nali             |
| نسیم                                               | شِمال         | Shemal           |
| اینقدر                                             | اِقِدِ          | Eghede           |
| کنارش قرار بده                                     | تَنگِش نِه      | Tangesh neh      |
| همین                                               | همی          | Hemi             |
| به تو می‌گویم                                       | بشد می گو ام | Beshed Migooam   |
| سردمان شد                                          | چاییدیمو     | Chayidimoo       |
| بشین                                               | بیشی         | Beyshi           |
| بخواب                                              | باخواب       | Bakhab           |
| آبکش                                               | پالاش        | Palash           |
| ناودان                                             | نابدو        | Nabdoo           |
| بگذار                                              | نِه           | Neh              |
| کبوتر                                              | کفدَر         | Kafdar           |
| شغال                                               | شاغال        | Shaghal          |
| گاو                                                | گاب          | Gab              |
| ظرف سطل مانند یا خود سطل                           | پیت          | Pit              |
| پشت بام                                            | پُش بو        | Poshboo          |
| روی خودت بینداز (معمولا برای پتو و… استفاده می‌شود) | پَر گی        | Pargi            |
| بین آن بگذارم                                      | لاش آغونم    | Lash aghunam     |
| لوبیا                                              | لوبیاب       | Lubiab           |
| بکش                                                | تَی گیر       | Täy geer         |
| انگار که…                                          | پندری        | Pandery          |
| بپر                                                | وَرجه         | Varje            |
| درست کن_بدوز_به هم وصل کن                          | بپنگو        | Bepangoo         |
| اشتباهی                                            | آلِشی         | aleshi           |
| یاکریم                                             | قوقو         | gho gho          |
| هست، وجود دارد                                     | هَ            | ha               |
| نیست اگر بود می اومد                               | نی بو می مَدم | d ni bo mi madam |
| اگر                                                | اِگه          | Ege              |

|الهی جلوی شیر آب بذارمت (حرکتی که قبل از قربانی کردن خروس می‌کنند)
|اِلای لِبِ شیرِت نَم
|Elay lebe shired nam
|-
|خمیازه
|دَن آبه
|Dan Abe
|-
|بدو، سریع باش
|بِجِه
|Bejje
|-

## نمونه‌هایی از ضرب‌المثل‌ها
در زیر به برخی از ضرب‌المثل‌ها که در این لهجه رایج است اشاره می‌گردد:
- لاف دِ غربِتُ گوز در بازار مسگرا: لاف‌زدن فرد بی‌شخصیت در جایی که او را نشناسند.
- اِقِدِ لَی (نگ) تو هَواس، لَنگِ پِرِسکه توش گُمَ: (آنقدر پا رو به هواست که پای گنجشک گم شده است) وضعیت پراز هرج ومرج است.

حُلقومِد هَم آد (الهی گلوت بسته بشه)